# پارک ملی کوتوپاکسی
پارک ملی کوتوپاکسی (به اسپانیایی: Parque Nacional Cotopaxi) پارکی ملی به مساحت تقریبی ۳۳ هکتار واقع در کشور اکوادور در آمریکای جنوبی است که در نزدیکی دامنه‌های شرقی رشته‌کوه آند قرار دارد. این پارک پربازدیدترین پارک کشور اکوادور است.

## مشخصات

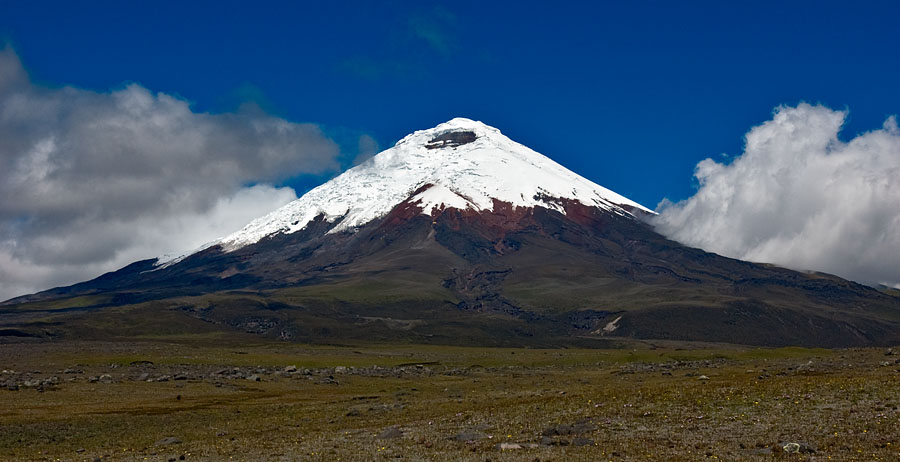
نزدیکی دامنه‌های شرقی رشته‌کوه آند

پارک ملی کوتوپاکسی در فاصلهٔ ۶۰ کیلومتری از شهر کوئیتو و در ارتفاعات مرکزی اکوادور در منطقه‌ای آتشفشانی قرار دارد. این پارک که در تاریخ ۱۱ اوت ۱۹۷۵ تأسیس شده‌است دو آتشفشان چینه‌ای کوتوپاکسی و رومیناهوئی را دربرگرفته و نهشته‌های خاکستر، جریان‌های گدازه و گل‌روانه‌ها (لاهار)، چشم‌انداز اطراف آنها را تشکیل می‌دهد. رودهای بسیاری همچون کوتوچی، سان پدرو، پیتا و تامبو از ذوب برف‌ها و یخچال‌های این دو کوه پدید آمده‌است که رود پیتا، مرز طبیعی شمال شرقی پارک را تشکیل می‌دهد. همچنین چند دریاچهٔ کوچک در این پارک وجود دارد که از بین آنها می‌توان به دریاچه‌های کاخاس، لیمپیو پونگو و سانتو دومینیگو اشاره کرد.
ورودی اصلی پارک در حدود ۵ کیلومتری شمال دهکدهٔ لاسو قرار دارد و موزه‌ای نیز در این ورودی ساخته شده‌است. بازدیدکنندگان پس از عبور از موزه به دریاچهٔ لیمپیو پونگو می‌رسند که در ارتفاع ۳۸۴۰ متری قرار دارد و پارکینگ پارک نیز در ارتفاع تقریباً ۴٬۵۹۰ متری واقع است. پس از پارکینگ پناهگاه خوزه ریواس قرار دارد که این فاصله را با پای پیاده می‌توان در مدت ۴۵ دقیقه پیمود. از این پناهگاه که در ارتفاع ۴۸۰۰ متری واقع است می‌توان به کوه کوتوپاکسی صعود نمود.

## حیات وحش
انواع گوناگونی از جانوران در پارک ملی کوتوپاکسی زندگی می‌کنند و تا سال ۱۹۸۳، ۱۷ گونهٔ پستاندار و ۳۷ گونهٔ پرنده در این پارک شناسایی شده بود که مطالعات بعدی افزایش این تعداد را نشان می‌دهد. کندور، شاهین صورت نارنجی و مرغ دریایی آندی را می‌توان در ارتفاعات ۴۰۰۰ متر به بالای پارک مشاهده نمود. گوزن قرمز آمریکایی، روباه آندی موسوم به کولپئو، شیر کوهی و گوزن دم‌سفید از جمله پستانداران معمول این پارک هستند. همچنین از میان گونه‌های نادر نیز می‌توان به خرس عینکی اشاره نمود که در دامنه‌های شرقی پارک یافت می‌شود.